# Neraudia kauaiensis
Neraudia kauaiensis är en nässelväxtart som först beskrevs av Wilhelm B. Hillebrand och som fick sitt nu gällande namn av Richard Sumner Cowan.
Neraudia kauaiensis ingår i släktet Neraudia och familjen nässelväxter. Inga underarter finns listade i Catalogue of Life.